# Tordenstenene
|  | Denne artikel er oprettet af botten PalnaBot ud fra en ekstern database. Den kan derfor have sproglige fejl eller mangler. Denne skabelon kan fjernes efter kontrol af indholdet. |

Tordenstenene er en film instrueret af Lau Lauritzen Sr. efter manuskript af Lau Lauritzen Sr..

## Handling
Denne film begynder fredeligt nok; en ung mand er forelsket i en ung pige, der opholder sig i en pension for unge piger. Da forstanderinden strengt sætter sig imod ethvert herrebesøg, har de to unge fundet på at mødes i en pavillon, der ligger i pensionens park. De er lige ved at blive afsløret, men reddes i sidste øjeblik af Fy og Bi, der i længere tid har brugt denne pavillon som bopæl. Som tak for hjælpen skaffer den unge mand de to landstrygere et job som matroser på sin rige onkels store lystyacht.